# 아담 크셰신스키
아담 아르투르 크셰신스키(폴란드어: Adam Artur Krzesiński, 1965년 9월 13일~)는 폴란드의 전직 펜싱 선수로 주 종목은 플뢰레이다. 올림픽에 3회 참가했고 1992년 하계 올림픽에서 남자 단체전 동메달, 1996년 하계 올림픽에서 남자 단체전 은메달을 획득했다. 또한 세계 선수권 대회에서 금메달 1개, 은메달 2개, 동메달 3개를 획득했다.